# Cyanocompsa parellina
El realejo azul (Cyanocompsa parellina), también denominado colorín azulnegro, azulejito, azulito oscuro y piquigrueso azul, es una especie de ave paseriforme de la familia Cardinalidae que vive en México y América Central.
Similar al picogrueso negro (Cyanocompsa cyanoides), se distingue de este por ser de menor tamaño (unos 12 cm), tener el pico más pequeño y no ser tan oscuro.
Los machos tienen plumaje azul oscuro, brillante en la frente, mejillas y obispillo. Las hembras son de color castaño brillante, de coloración más fuerte en las partes dorsales.
Es de distribución tropical, desde las tierras bajas del norte de México, tanto en la vertiente pacífica como del Golfo, en la península de Yucatán, y en las selvas de Belice, Guatemala, El Salvador, Honduras y Nicaragua. Habita preferentemente en el sotobosque de bosques tropicales densos, aunque también suele aparecer en claros y descampados.